# FVV CSM–2
Az FVV CSM–2, becenevén „Bengáli”, magyar gyártmányú, egyirányú háromajtós csuklós villamos, az FVV CSM sorozat tagja. A típuscsaládba tartozó járművek „házi csuklós” néven is ismertek, mert a Fővárosi Villamosvasút kelenföldi Füzesi Árpád Főműhelyében készültek az első példányok (a CSM–1-ek és CSM–2-k mindegyike ott készült). A villamos formáját Lengyel István tervezte, akinek ez volt a diplomamunkája.

## Típustörténet
1961-ben készült el az első, még CSM–1 típusjelű FVV-villamos, 3720-as pályaszámmal. Az új villamost egy régebbi, középbejáratú (úgynevezett "Bukfenc" típusú) ikerkocsi alapjaira kívánták építeni; de az alvázak rossz állapota miatt inkább újra legyártatták őket. Mivel a jármű „felújításként” készült el, és a csuklós villamost eleinte ikerkocsinak minősítették (hazánkban addig a csuklós villamos fogalma ismeretlen volt, csak átjárós ikerkocsikat csináltak), ezért egy pár napig a hátsó résznek 3721 volt a száma.
Az első néhány villamos színe kezdetben elég feltűnő bordó-törtfehér volt, ezeket azonban pár év múlva felváltotta a klasszikus sárga festés. Eredetileg a ráncajtók felső és alsó részén is volt üvegezés, később azonban elhagyták az alsó üveget. Az első járművek nem rendelkeztek ütközővel sem, de a később gyártottak már kaptak, és a már forgalomba állítottakat is ellátták ilyenekkel.
Ezekre a villamosokra nehézkes használhatóságuk (egy oldalon található ajtók, egy vezetőállás), és a kevés hurokvágány miatt egyre kisebb volt az igény, így 1963-tól áttértek a két vezetőállásos FVV CSM–4 gyártására, és a járművek előbb-utóbb vidéken kötöttek ki.

### Műszaki részletek
A jármű középső része befüggesztett kivitelű, azaz nem közvetlenül forgóvázakra támaszkodik, hanem a két külső felépítmény tartja. Ezt a megoldást a kisebb önsúly, és az eredeti ikerkocsik alvázának kivitele miatt választották. A konstrukció azonban rendkívül előnytelennek mutatkozott, mert a merev váz miatt a villamos nagy megterhelést jelentett a vágányoknak.

A villamos 2+2 tengelyű, de hajtás csak a belső tengelyeken van; a külsők csak fékezhetők. Emiatt a homokszóró berendezés fékezésnél, vagy indulásnál (felszerelésétől függően) nem működhet hatékonyan.

A prototípus két, használt 51,8 kW-os motort kapott; de még a később beépített 58,8 kW-os motorokkal is csak szerény gyorsulásra képes a jármű.
A jármű három ajtóval rendelkezik: a vezetőállásnál, a középrészben és leghátul. A hátsó ajtó szélesebb, az Ikarus 180 és Ikarus 556 típusú buszokéhoz hasonló volt, a kalauzos közlekedés idején ugyanis a felszállás a hátsó ajtón keresztül történt, közvetlenül e mellett helyezték el a kalauzülést, ahol jegyet lehetett váltani. Ez csupán ennél a típusnál volt megfigyelhető, a többi típus összes ajtaja normál szélességű volt.

### Kritikák
Bár a villamos, csuklós voltából kifolyólag, rendkívül előnyös és praktikus volt gyártásának idejében, a hatvanas években, számos negatív tulajdonságaik miatt hosszabb távú használatuk nem tűnt célszerűnek. Többnyire ezen okok miatt adták el vidékre is a Budapesten még forgalomba se állt járműveket. A jármű alapja elavult, már a gyártáskor is 30-40 éves konstrukció volt. A villamos nem forgóvázas, így rendkívüli mértékben igénybe veszi a pályát: erősen koptatja, deformálja a síneket, szűkebb ívekben könnyen leugorhat a sínről. Motorja kis teljesítményű, gyorsulása csekély, végsebessége alacsony, fékezhetősége pedig nehézkes. Mivel a középső része befüggesztett, és a két csukló közül csak az első képes rendes mozgásra, ezért a középrész gyakorta ferdén áll.

## Előfordulás

### Budapest
1961-től folyamatosan kerültek forgalomba 1100–1128 közti pályaszámon (az 1129–1137 pályaszámúak már egyből vidékre kerültek). A Budapesten forgalomba állított kocsik egészen 1979-ig közlekedtek, ezután kivonták őket a forgalomból. A CSM–1 típusjelű prototípust a BKV Zrt. visszavásárolta nosztalgiacélra (sokáig Miskolcon állt, felújításra várva), a 2018-as felújítása óta ismét üzemképes a 3720-as pályaszámú villamos.

### Miskolc
1962-ben állították forgalomba az első CSM–2-est. Ezek 100–110 közötti pályaszámokon álltak forgalomba. A 110-es röviddel üzembe helyezése után leégett, de felújították. Az utolsó egyirányú CSM–2-est 1989-ben vonták ki a forgalomból (bár tanulókocsiként a 130-as, kétirányú, egyoldali ajtós gép még 1998-ig üzemben maradt). A 100-as pályaszámú jelenleg nosztalgiavillamosként üzemel, utolsó miskolci fényezése szerinti színben (ugyanis a CSM–2 villamosok kezdetben nem piros, hanem sötétkék díszcsíkkal közlekedtek).

### Debrecen
Az első ilyen villamos 1962-ben állt forgalomba, amit több követett, 281–294 közti pályaszámokon. A 291-es számú villamos 1987-ben leégett, ennek alvázát jelenleg pőrekocsiként használják (303). Az utolsó egyirányú szerelvényt 1998-ban selejtezték.

### Szeged
Szegeden is 1962-ben jelent meg az első ilyen villamos, pályaszámuk 601–614 között volt. 1989-től kezdődő selejtezésük után végül csak kettő maradt meg belőlük: a 609-es, mint helybéli nosztalgiavillamos, a 602-es (eredetileg 613) pedig egy villamosbarát egyesület (MaViTE) segítségével Budapestre lett elszállítva.